# Дубенський замок
Ду́бенський за́мок (замок князів Острозьких — Любомирських) — фортеця в місті Дубно Рівненської області. Визначна пам'ятка історії, культури та архітектури України.

## Історія споруди
Замок виник як фортеця волинян у Х ст. Протягом Х—ХІІІ ст. існував як дитинець літописного Дубна. Зруйнований монголами в 1240–1241 рр. Приблизно в кінці XIV — початку XV ст. князь Федір Острозький спорудив дерев'яно-земляне укріплення, яке, звичайно, мало дещо інший вигляд, аніж тепер. Ця споруда була оточена земляними валами, огороджена дерев'яним частоколом по периметру і тісно забудована всередині житловими та господарськими приміщеннями.
Проте обмежена площа замку, недостатня міцність дерев'яних стін і укріплень, досить часті пожежі, і, найголовніше, нижче розташування стосовно прилеглої ділянки міста, змусило князя Костянтина Острозького почати будову нової, рельєфно вищої, кам'яної фортеці.
1492 рік офіційно вважається датою спорудження Дубенського замку.

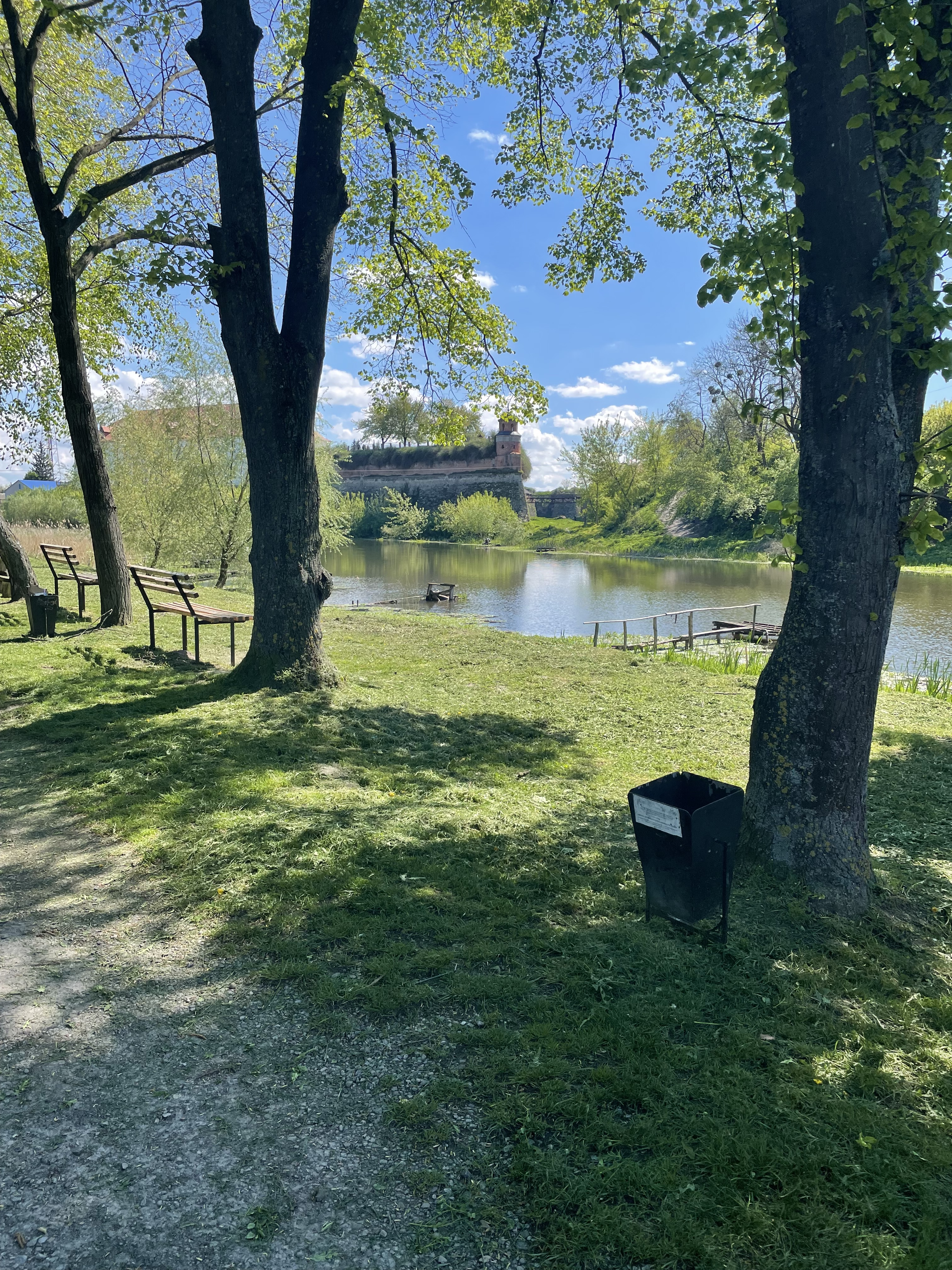

Протягом свого існування замок неодноразово перебудовувався й укріплювався. На початку XVII ст. каштелян краківський князь Януш Острозький реставрував замок у стилі пізнього ренесансу. Тоді ж було добудовано два бастіони зі сторожовими вежами. Між старим городищем і новим замком пролягав глибокий рів, який при потребі легко заповнювався водами Ікви. Другий, ширший і важливіший для оборони, рів був виритий з протилежного боку замку. Його східний схил утворювався фасадами бастіонів і куртиною, яка їх з'єднувала, а висока прямовисна стіна з боку міста була складена з «дикого» каміння. Цей рів також наповнювався водою. У бастіонах містились каземати, з'єднані з околицями. Вони були такими просторими, що туди можна було заїхати каретою і розвернутися.
Під замком були прокладені широкі кам'яні підземні ходи-тайники, куди під час ворожих нападів ховалися місцеві жителі зі своїм майном. Тут зберігалися запаси провізії для оборонців під час облоги. Імовірно, що на території замку деякий час існувала своя замкова церква.

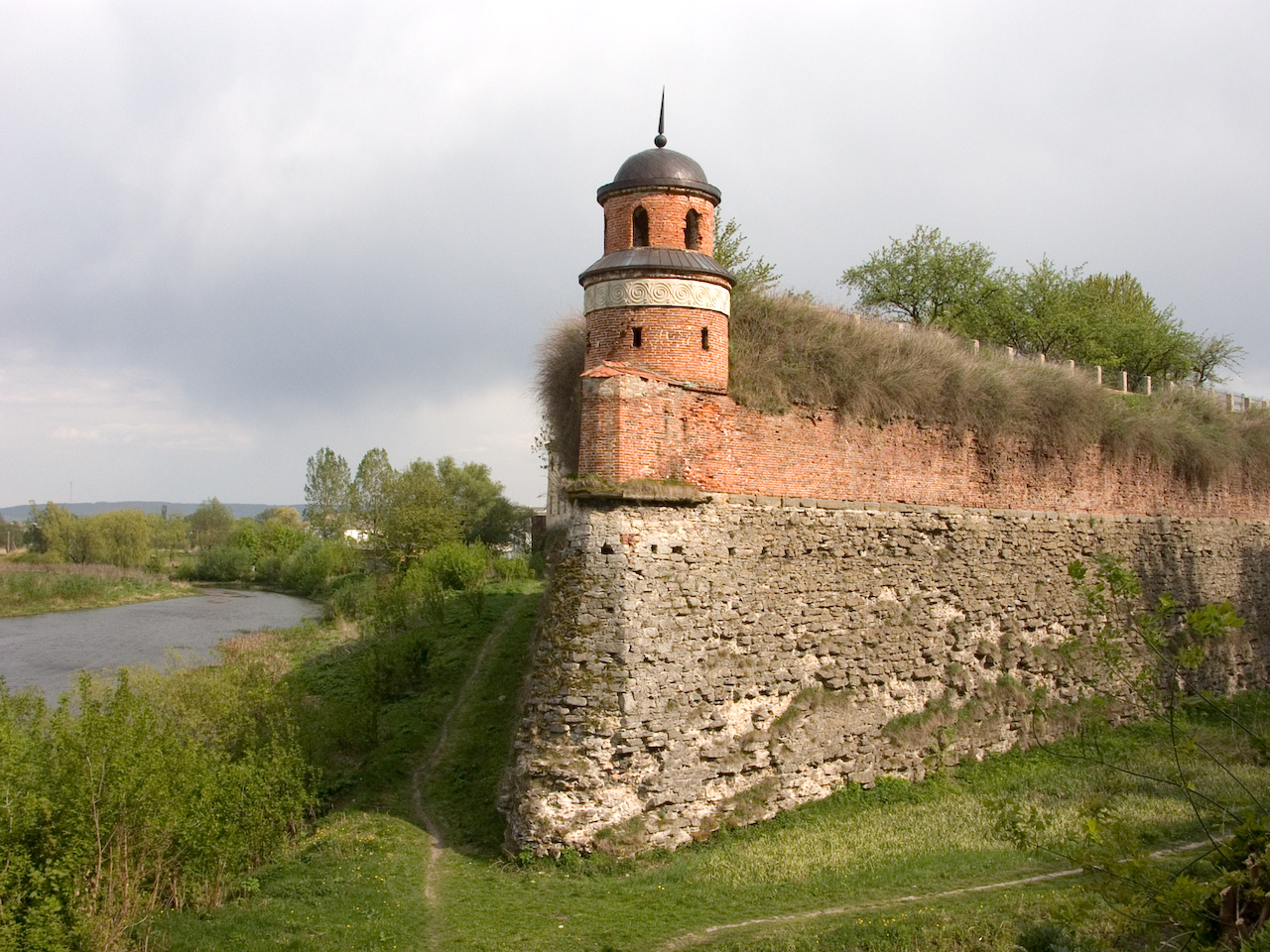
Кавальєр на замковому бастіоні

У XVI ст. замок мав на озброєнні 73 гармати. Арсенал постійно поповнювався за рахунок власної ливарної майстерні. За всю історію свого існування замок наче був свідком розвитку вогнепальні зброї: від мушкетів, кремінних рушниць, фальконетів, гаківниць, стародавніх гармат аж до сучасних гвинтівок, автоматів, кулеметів, пістолетів тощо.
Замок, як родовий маєток князів Острозьких, переходив через шлюби від однієї князівської династії до іншої, а загалом він був приватною власністю князів Острозьких, Заславських, Сангушків, Любомирських. І лише наприкінці XIX ст. замок був проданий військовому відомству, і відтоді тут почергово розташовувалися армійські частини: російського царя Миколи II, австрійського цісаря, армії УНР, поляків, червоноармійців, гітлерівців, радянських військ.
На території замку розташовані два палаци: з південного боку — палац князів Острозьких, а навпроти нього, з північного боку — палац князів Любомирських. Ім'я архітектора палацу князів Острозьких невідоме. Праворуч від входу в палац, над першим поверхом, зберігся невеличкий фрагмент середньовічного орнаменту, на основі якого, по периметру, співробітники Дубенського заповідника відтворили те, що сотні років прикрашало цю пам'ятку історії, культури, архітектури. У палаці свого часу зберігалися цінні архіви князів Острозьких, Заславських, Любомирських, Сангушків й навіть Конєцпольських. Деякий період тодішні володарі замку зберігали тут золото, діаманти, зброю, харчі, посуд, обладунки.
Нині більша частина замку перебуває у доброму стані, продовжується його реставрація. Територія замку чиста і доглянута. У замку діє музей, організовуються різноманітні виставки. Кременецький краєзнавчий музей та Дубенський заповідник  обмінюються цікавими експозиціями й рідкісними експонатами, а також ділитися досвідом.

## Дослідження
Археологічне вивчення території Дубенського замку було розпочате у 1995 році під керівництвом доктора історичних наук І. К. Свєшнікова. Розкопки засвідчили, що на замковому узвишші княжий Дубен існував вже з кінця X — початку XI століть.

## Галерея

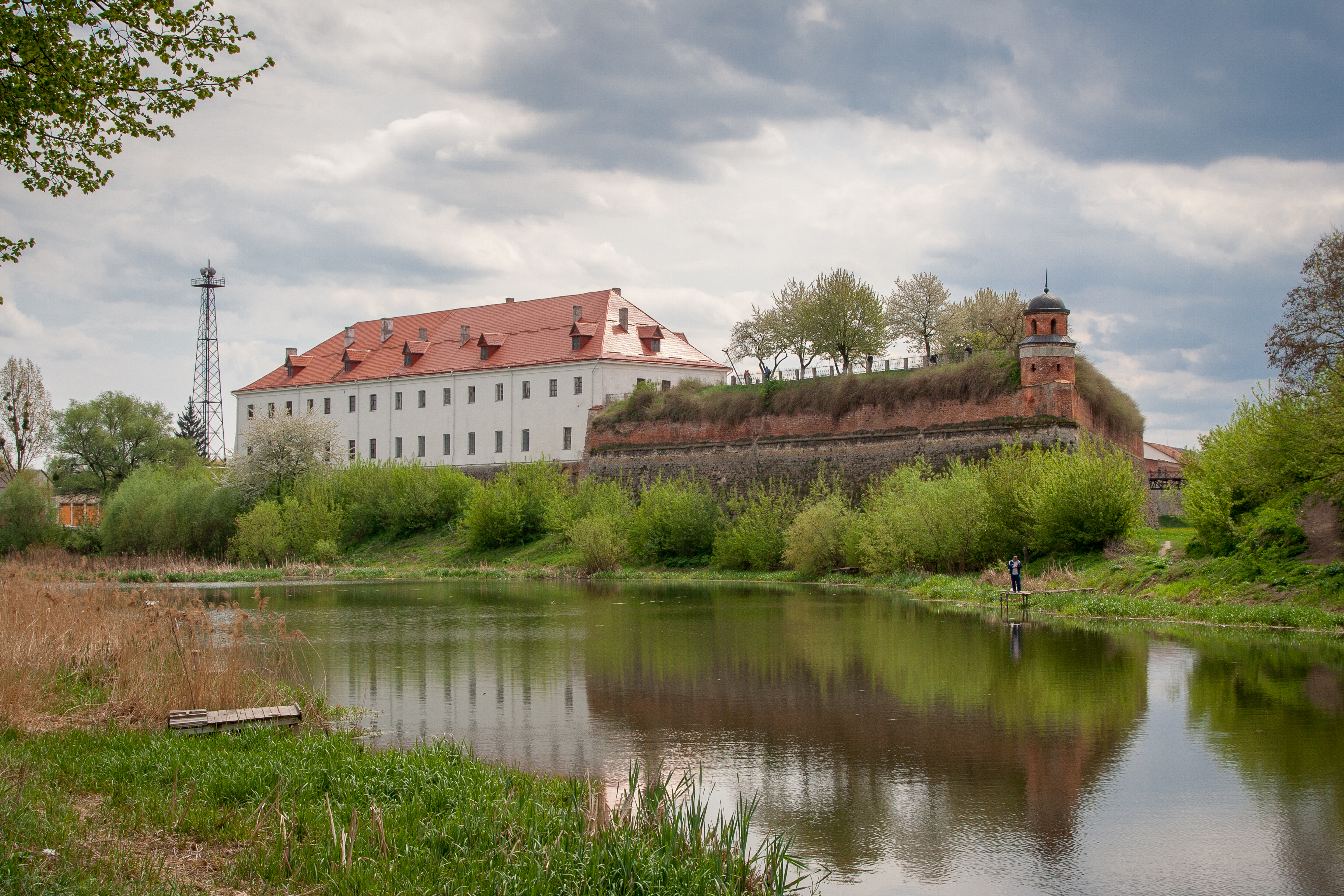
Палац Любомирських та дівоча вежа
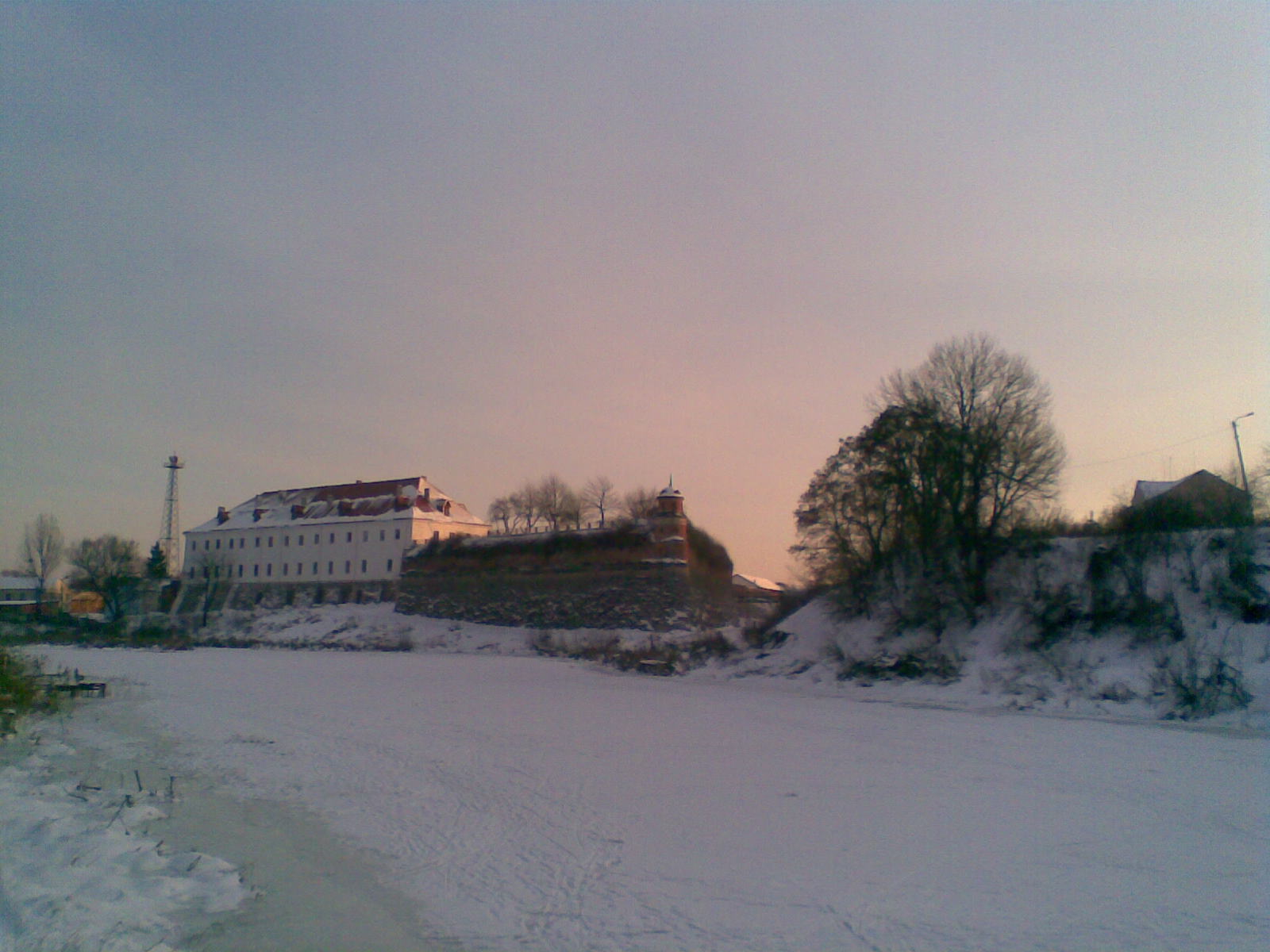
Палац Любомирських та дівоча вежа взимку
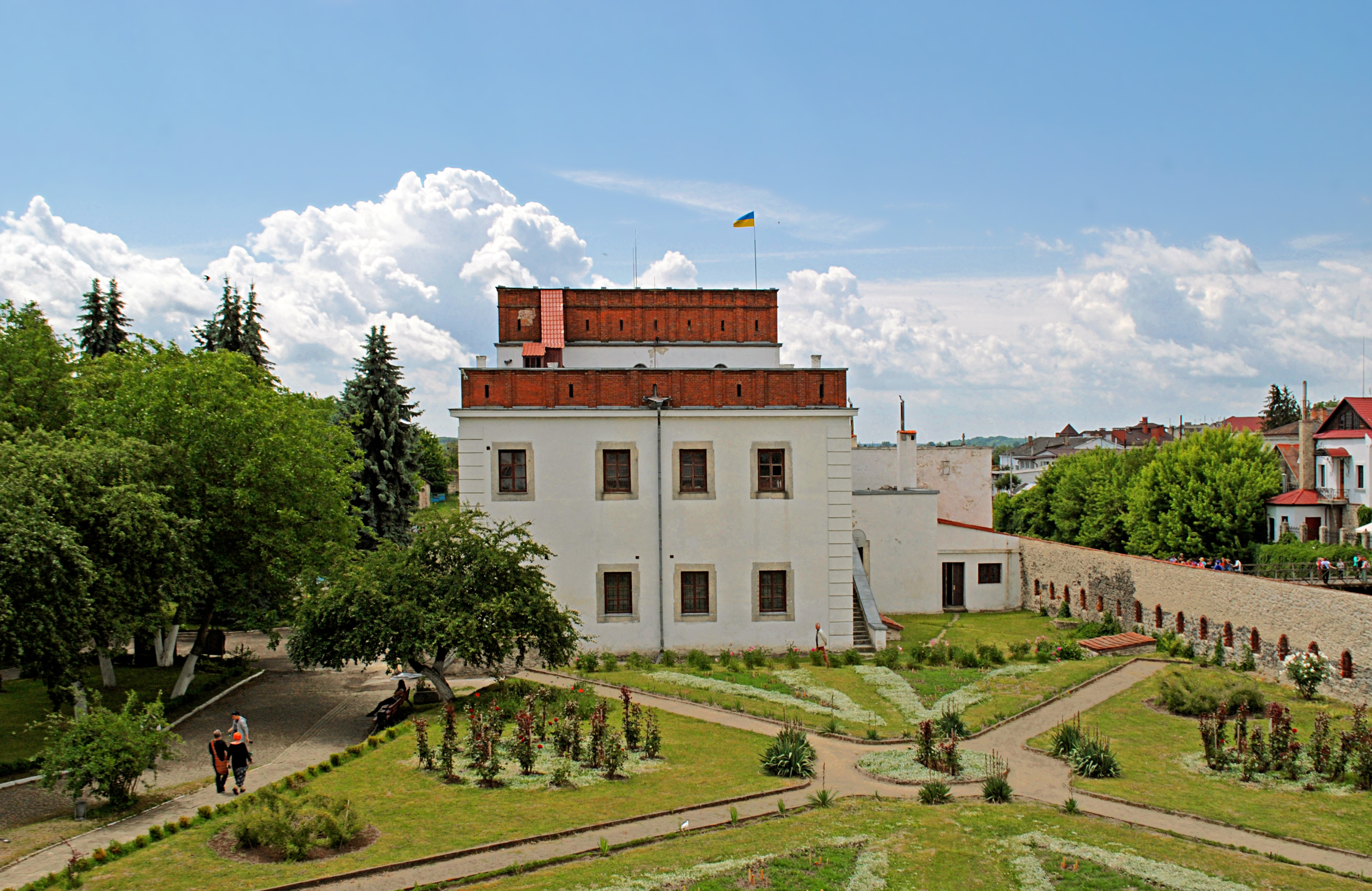
Надбрамний корпус
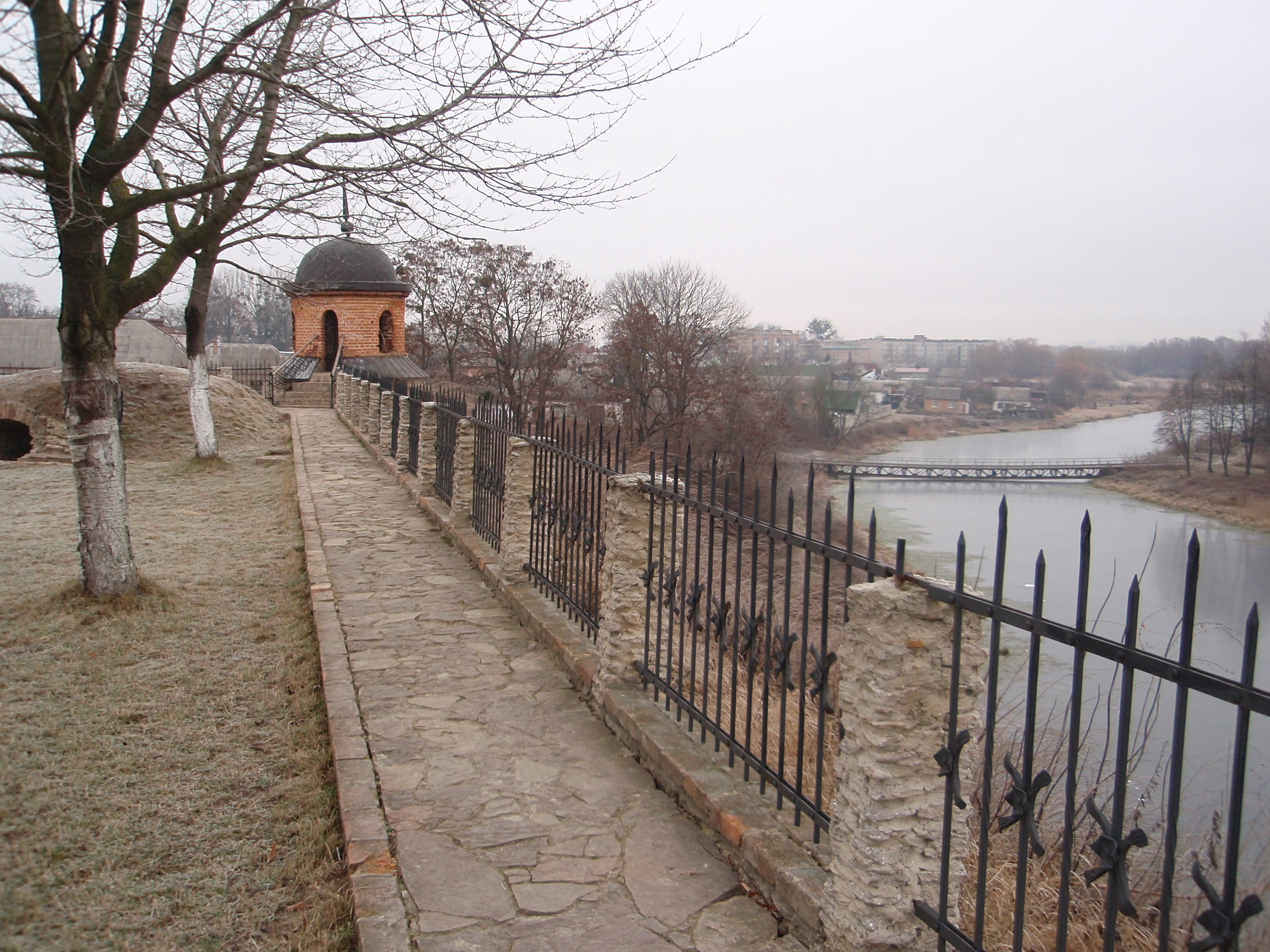
Дівоча вежа і річка Іква
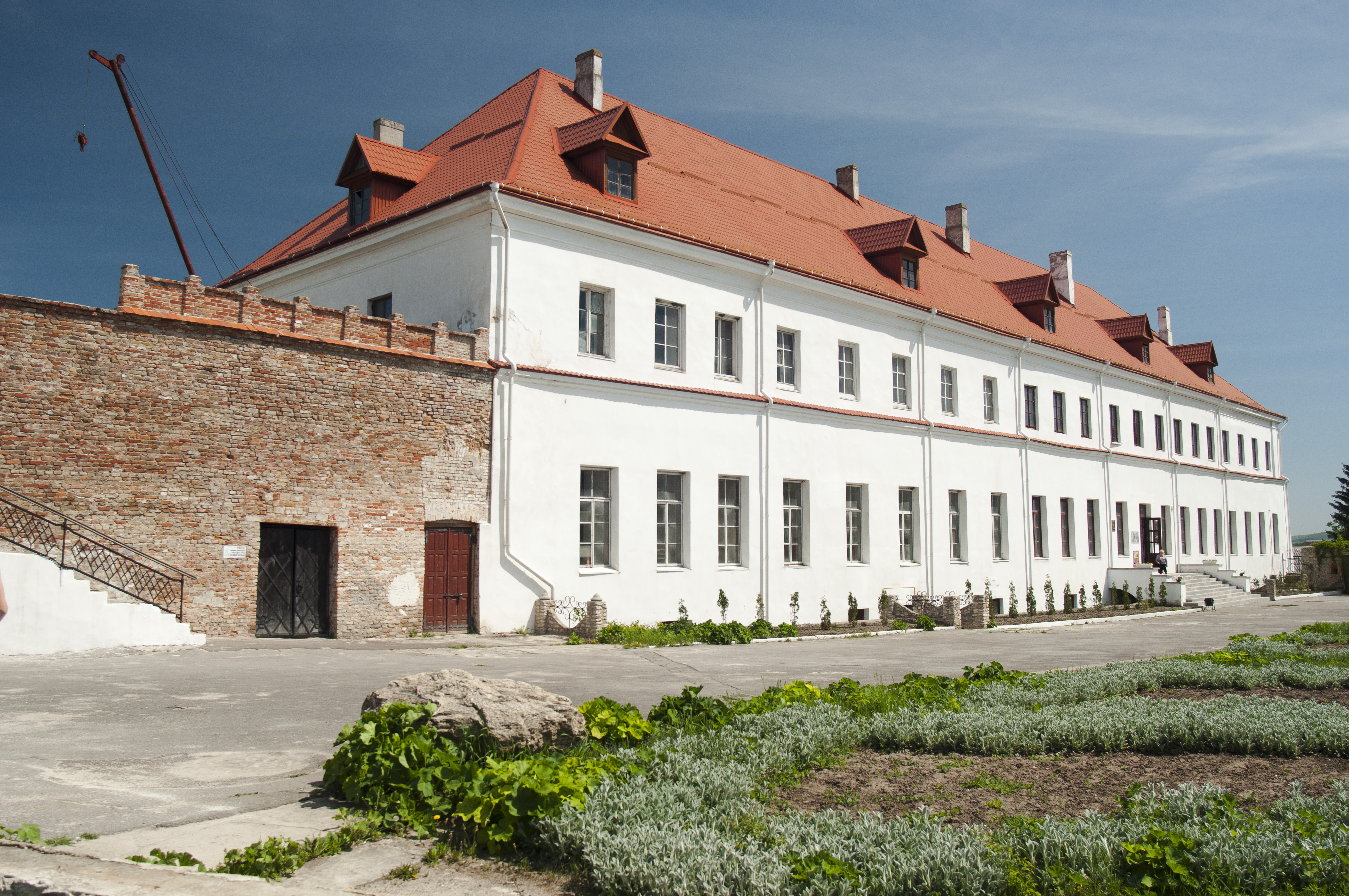
Палац Любомирських
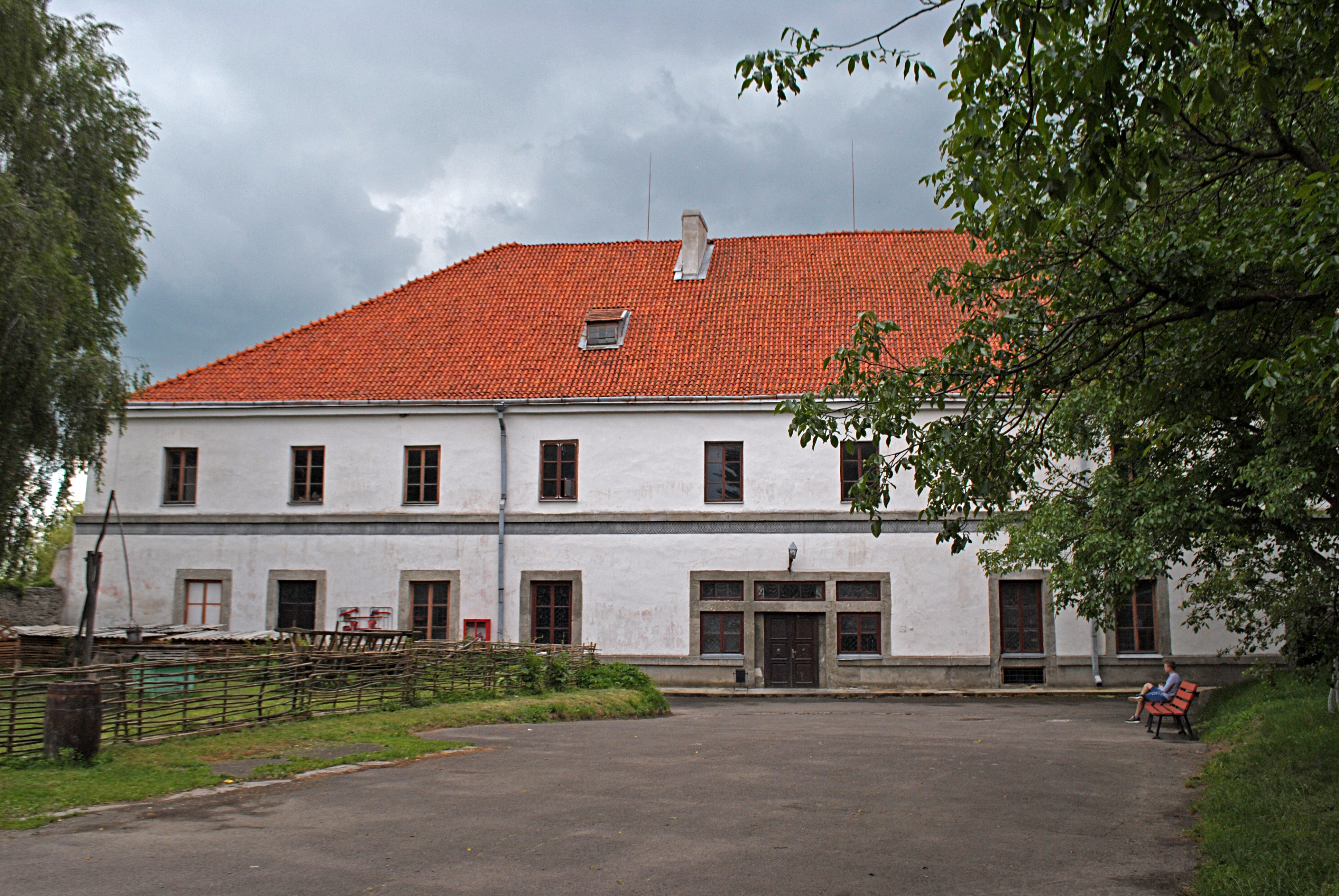
Палац Острозьких
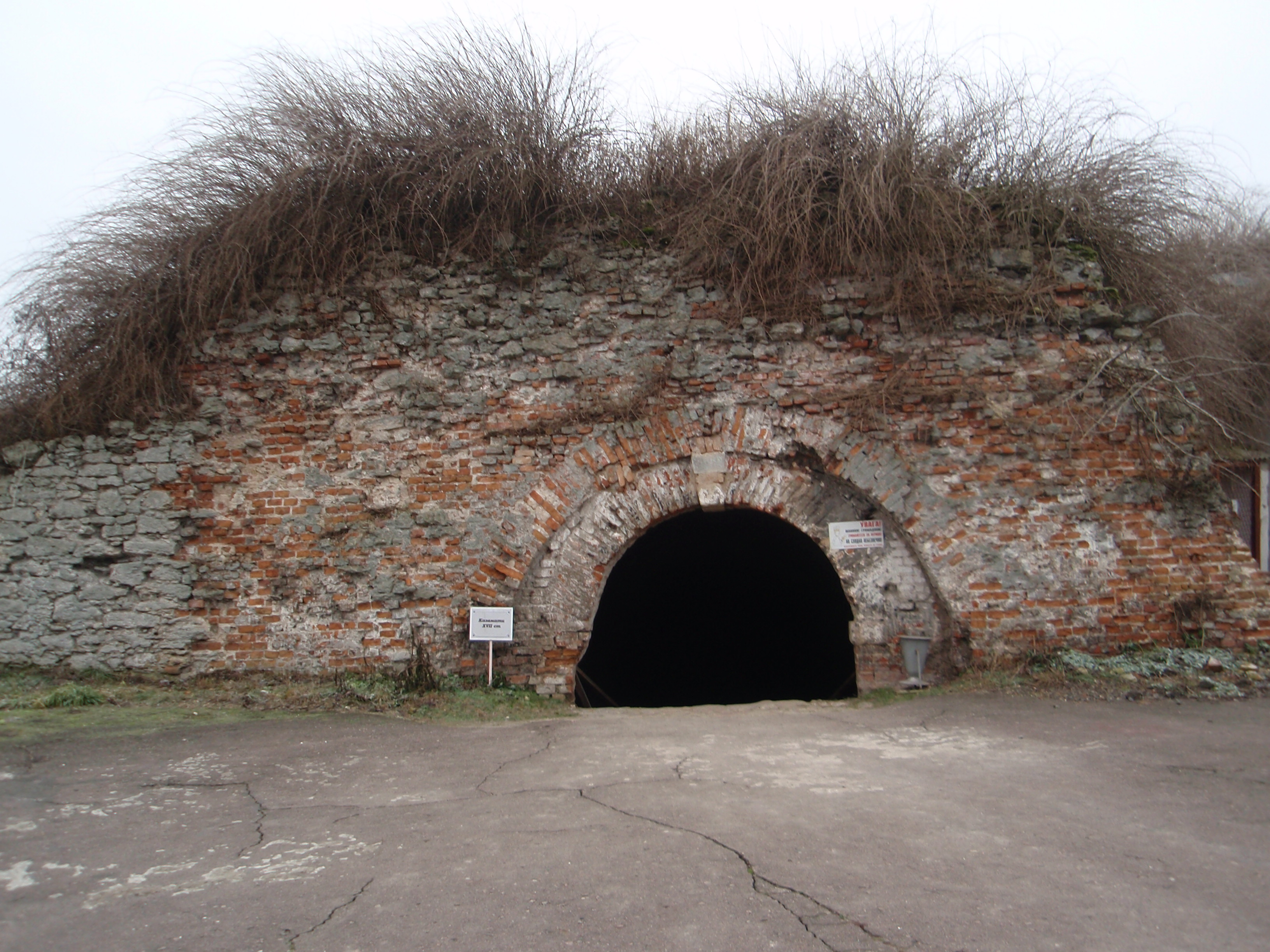
Каземати замку
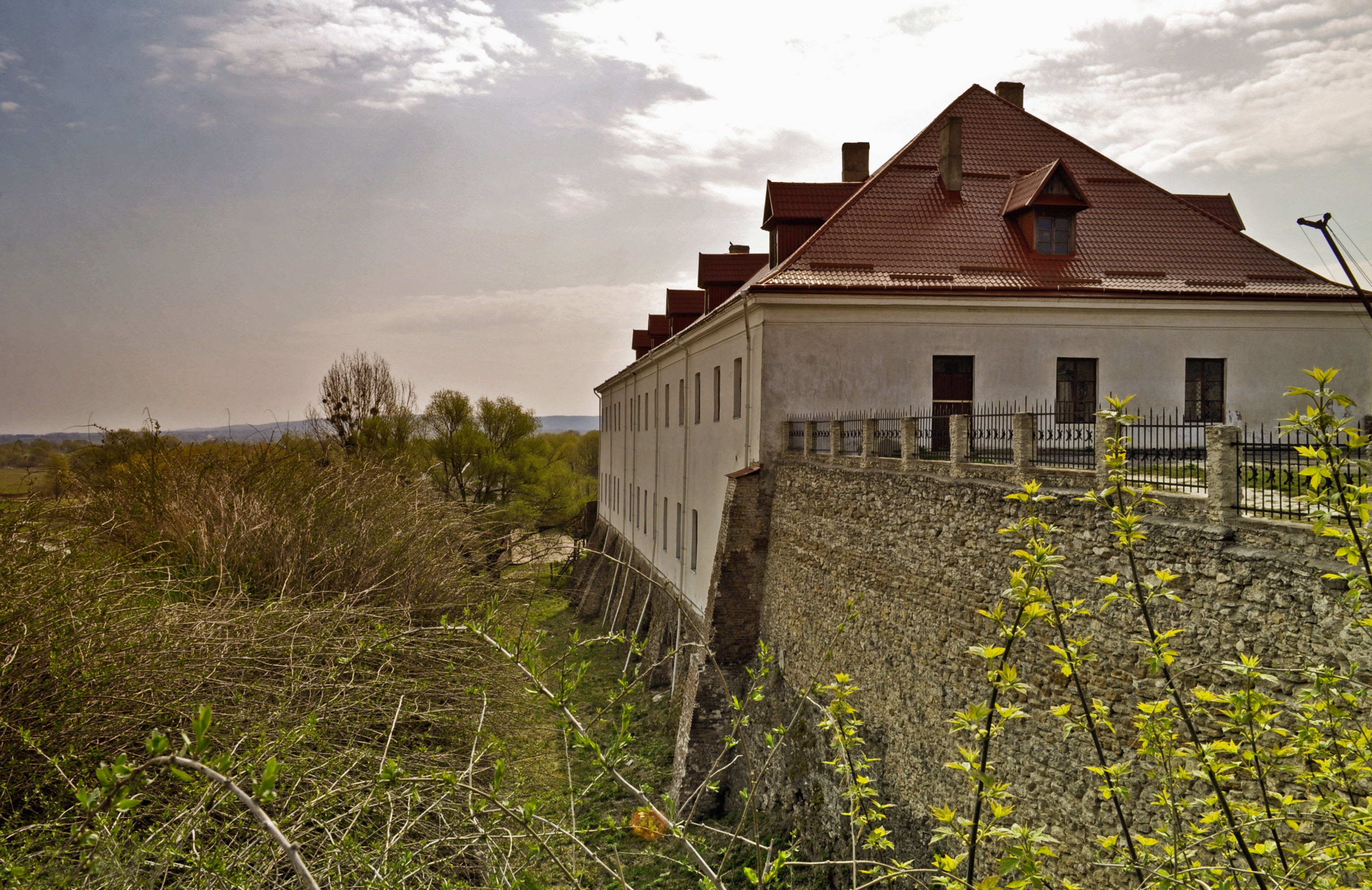
Вид на частину замку
Схема Дубенського замку
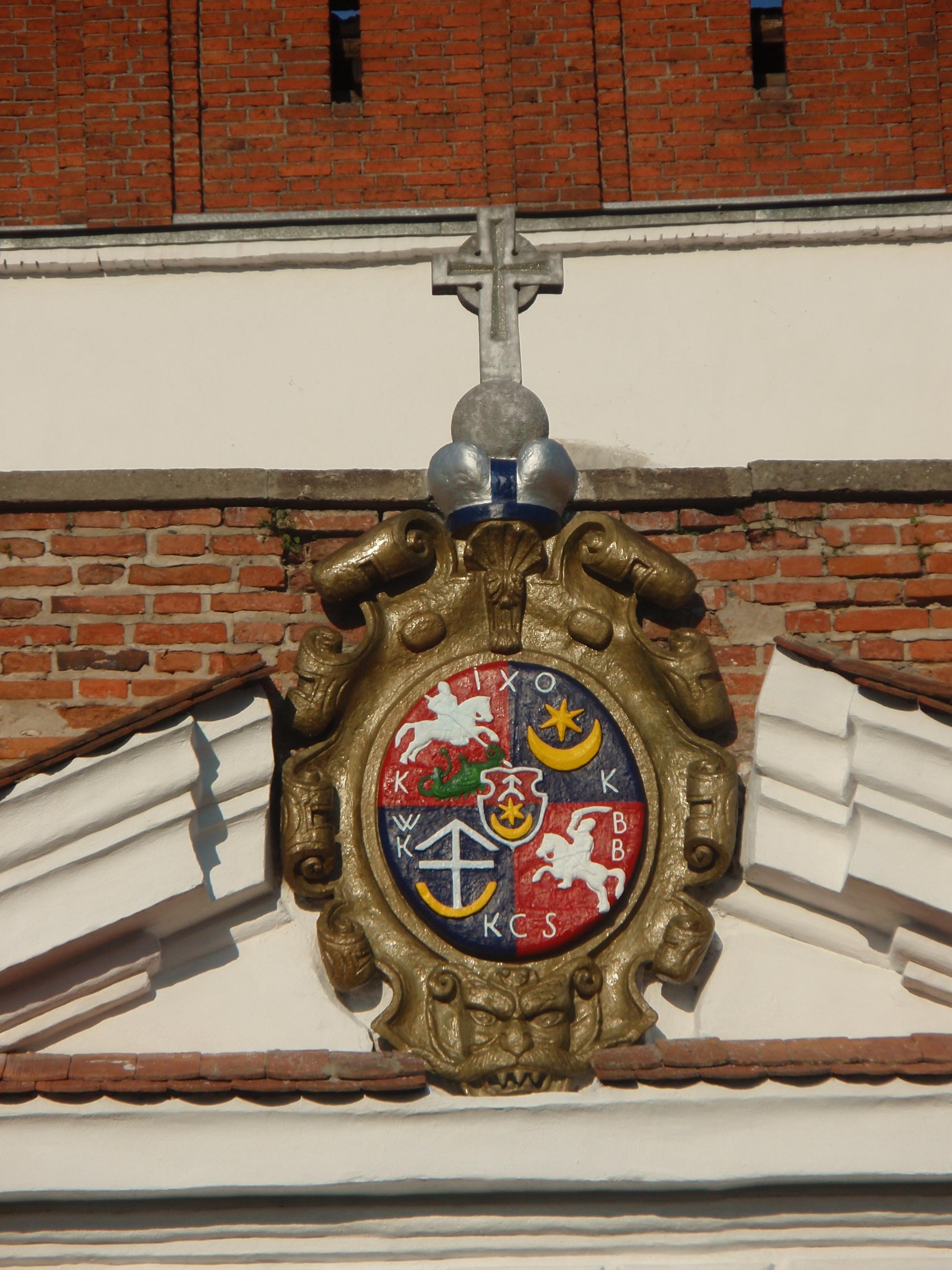
Герб на надбрамному корпусі
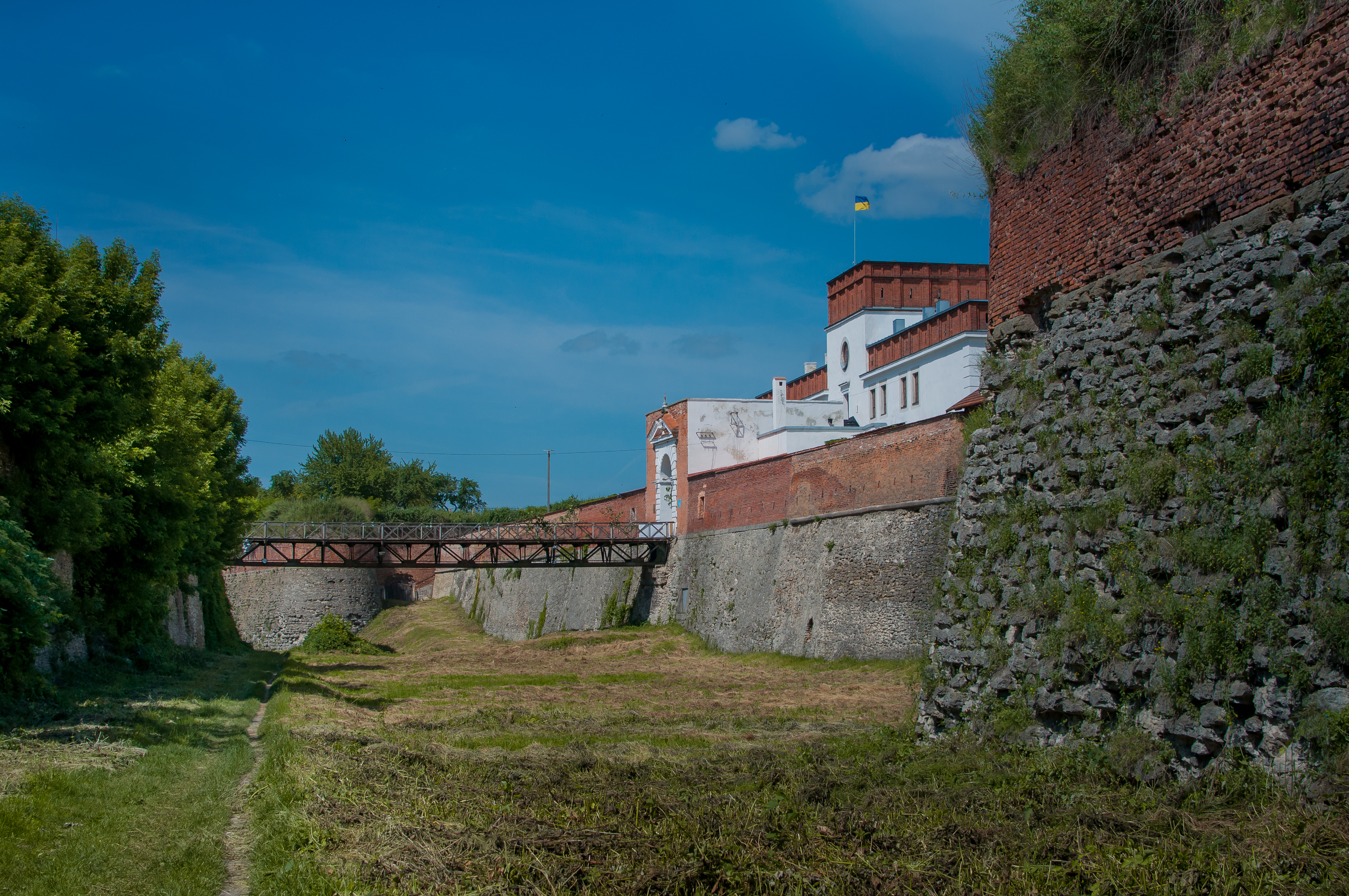
Вид на в'їзну браму із рову
Меморіальна дошка Мазепі та Орлику на стіні Дубненського замку.
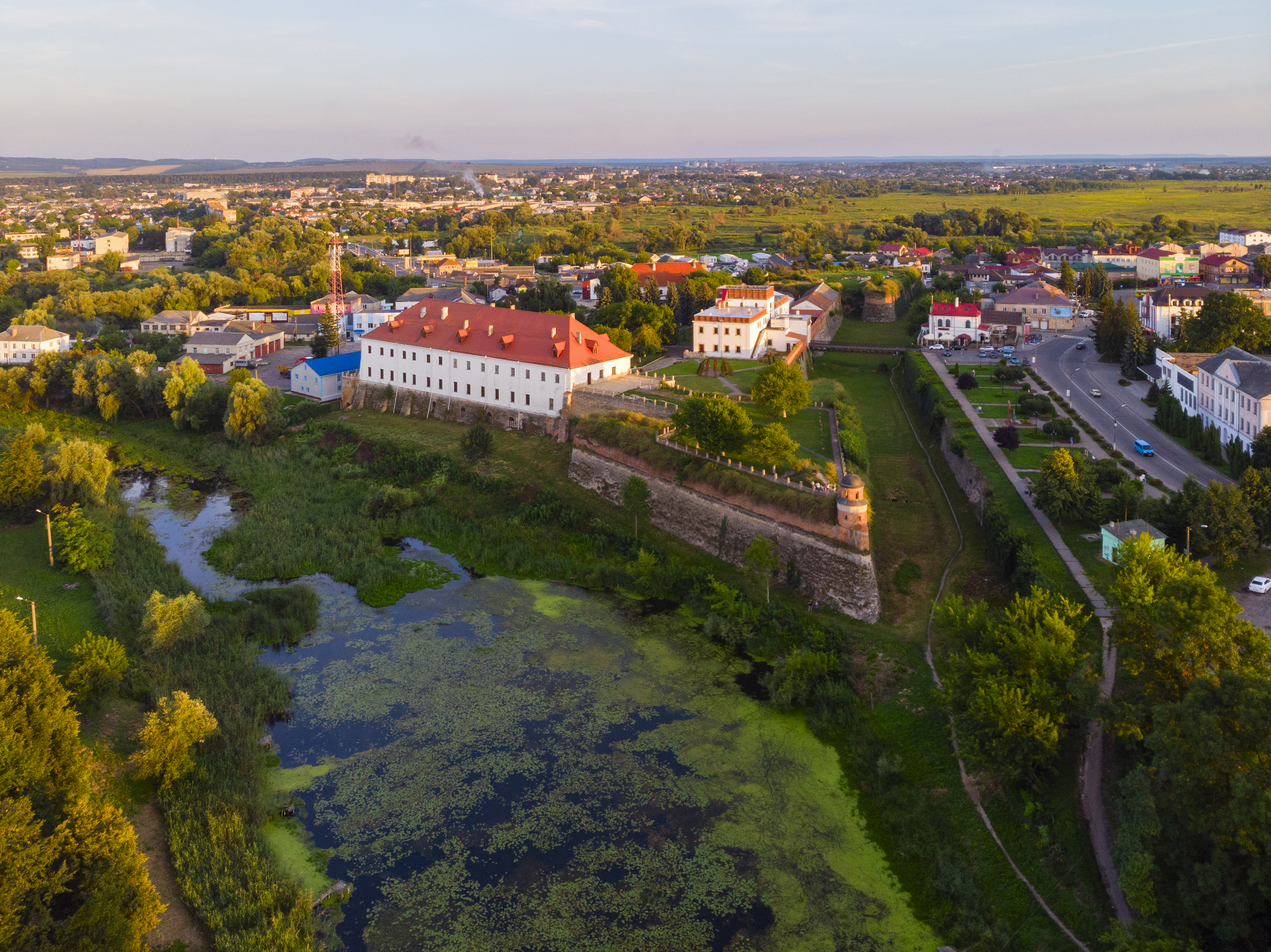
Вид на замок з повітря